# 公子宽
公子宽，名宽，是鲁顷公的八世孙。
元始元年（公元1年）六月丙午，公子宽被封为褒鲁侯，食邑两千户，负责祭祀周公。公子宽不久去世，谥为“节”。公子宽的儿子公孙相如袭爵。